# Rudolf Wilhelm Gareis
Rudolf Wilhelm Gareis (* 10. Juni 1877 in Hengersberg; † 18. März 1963) war ein deutscher Diplom-Landwirt und von 1915 bis 1918 Präsident der Bayerischen Landesanstalt für Weinbau und Gartenbau in Veitshöchheim.

## Leben
Nach seinem Realschulabschluss im Jahr 1895 machte Gareis eine Gärtnerlehre und besuchte die Köstritzer Gartenbauschule. 1901 wurde er dort Gartenbaulehrer und ab 1903 machte er ein Landwirtschaftsstudium an der Universität in Leipzig mit dazu noch einer pädagogischen Lehramtsprüfung. 1907/08 schlossen sich ein Weinbauwirtschafts- und ein Kellerwirtschaftsstudium in Geisenheim an.

## Zeit als Präsident der Landesanstalt
Gareis wechselte im Jahr 1913 an die LWG in Veitshöchheim, zwischen den Jahren 1915 und 1918 war er Direktor der staatlichen Lehranstalt für Wein-, Obst- und Gartenbau. Er baute die Anstalt während seiner Amtszeit aus. Danach wechselte Gareis als Weinbaudirektor nach Eltville/Rheingau, wo er 1949 in den Ruhestand ging.

## Orden und Ehrenzeichen
- König Ludwig-Kreuz, 1918